# Monsonia angustifolia
Monsonia angustifolia là một loài thực vật có hoa trong họ Mỏ hạc. Loài này được E. Mey. ex A. Rich. mô tả khoa học đầu tiên năm 1847.